# 斯特法諾·貝爾特拉梅
斯特法諾·貝爾特拉梅（義大利語：Stefano Beltrame；1993年2月8日—）是一位意大利足球運動員。在場上的位置是中場。現效力於葡萄牙足球超级联赛球隊馬里迪莫。